# Верето
Верето (итал. Verretto) је насеље у Италији у округу Павија, региону Ломбардија.
Према процени из 2011. у насељу је живело 342 становника. Насеље се налази на надморској висини од 76 м.

## Становништво
| 1931. | 1936. | 1951. | 1961. | 1971. | 1981. | 1991. | 2001. | 2011. |
| ----- | ----- | ----- | ----- | ----- | ----- | ----- | ----- | ----- |
| 511   | 482   | 415   | 416   | 337   | 316   | 314   | 324   | 386   |